# Цезоний Бас
Цезоний Бас (на латински: Caesonius Bassus) е политик на Римската империя през края на 3 век и началото на 4 век.
Произлиза от фамилията Цезонии и вероятно е син на Луций Цезоний Овиний Руфин Манилий Бас (суфектконсул 280 г.).
През 317 г. той е консул заедно с Овиний Галикан.